# 党总支部
党总支部，简称“党总支”，是中国共产党的基层组织。截至2021年12月31日，中国共产党现有总支部31.6万个。

## 中国共产党的基层总支部
根据《中国共产党支部工作条例（试行）》：“第四条  党支部党员人数一般不超过50人。”
根据《中国共产党党和国家机关基层组织工作条例》第二章组织设置：

第六条　机关党员50人以上、100人以下的，设立党的总支部委员会。党员不足50人的，因工作需要，经上级党组织批准，也可以设立党的总支部委员会。党的总支部委员会由党员大会选举产生，每届任期一般为3年。

根据《中国共产党国有企业基层组织工作条例（试行）》第二章组织设置：

第四条　国有企业党员人数100人以上的，设立党的基层委员会（以下简称党委）。党员人数不足100人、确因工作需要的，经上级党组织批准，也可以设立党委。
党员人数50人以上、100人以下的，设立党的总支部委员会（以下简称党总支）。党员人数不足50人、确因工作需要的，经上级党组织批准，也可以设立党总支。

党总支部设立“总支部委员会”，由全体党员大会选举产生，一般设党总支书记、副书记及组织委员、宣传委员、纪检委员。按照《党章》，党总支没有党员“代表大会”；而基层党委可以召开“代表大会”选举产生。
按照《中国共产党发展党员工作细则（试行）》的规定，预备党员必须由党委（党工委）审批；党总支不能审批预备党员，党总支的职责是对支部大会通过接收的预备党员进行审议。同时规定，县以上党委直接领导的独立单位的党总支和厂矿企业直属的分厂、大专院校直属的分校党总支，经县以上党委授权，可以审批新党员。
党总支没有干部管理权限，不设组织部、不设常委会。
设立党总支的常见情形：
- 高等院校下属的各系（院）设党总支。在一些党员人数远超过100人的二级学院（系）设立“分党委”，职能相当于党总支。
- 中学往往设党总支，规模不大的小学往往仅设党支部
- 行政级别为科级的医院设党总支。
- 部分行政村设党总支